# Ototoxicidade

Anatomia da Orelha Humana, onde é possível observar as estruturas (cóclea, nervo auditivo e sistema vestibular) afetadas pelas substâncias ototóxicas.

Ototoxidade é a propriedade tóxica que algumas substâncias apresentam para o ouvido, principalmente para a cóclea, nervo auditivo e em alguns casos para o sistema vestibular. Os efeitos podem ser reversíveis e temporários ou permanentes e irreversíveis.
Os medicamentos ototóxicos são formados por diversas substâncias, sendo a principal a aminoglicosídeos aminociclitólicos, por conta de sua eficiência e baixo custo, sendo muito usado nos países em desenvolvimento para tratar doenças como tuberculose.
Por terem pH entre 7 e 8, as moléculas interagem com os polifosfolipídeos das células ciliadas da orelha interna, inibindo os receptores das membranas celulares e canais de cálcio, e assim lesando o órgão de Corti (as células ciliadas externas são mais afetadas). Outro problema que pode ser causado, é que outros aminoglicosídeos podem formar outras substancias oxidantes de proteínas, lipídios e DNA, provocando lesões teciduais.
O uso da droga pode provocar lesões permanentes no sistema coclear e vestibular. Por exemplo, a amicacina na dose de 400 mg por dia, sendo ingerida de forma intramuscular provoca a eliminação total das células ciliadas externas e lesão parcial das internas.
Os medicamentos são classificados em neurotóxicos (quando danificam as fibras nervosas que auxiliam na audição), cocleotóxicos (quando afetam receptores sensoriais da orelha) ou vestíbulotóxicos (quando afetam células ciliadas do sistema vestibular).
Outras substâncias com potencial ototoxicidade são solventes, asfixiantes (monóxido de carbono, cianeto de hidrogênio), nitrilas, metais compostos (compostos de mercúrio, dióxido de germânio, chumbo). Por conta disso algumas áreas profissionais apresentam maior exposição as substâncias, como metalúrgicas, maquinaria, têxtil, petróleo, papel, produtos químicos, construção de navios e barcos, equipamentos e componentes elétricos (bateria).
Tem sido reconhecido desde o século XIX. Existem medicamentos ototóxicos que acabam sendo prescritos para determinadas condições clínicas muito graves, apesar do risco de acarretar distúrbios de audição. Medicamentos ototóxicos incluem (a) antibióticos, como a gentamicina, (b) diuréticos da ansa, como a furosemida e (c) agentes quimioterápicos, tais como a cisplatina. Um número de anti-inflamatórios não-esteroides também tem sido mostrado para ser ototóxicos. Isso pode resultar em perda auditiva neurossensorial e/ou distúrbios de equilíbrio. Algumas  exposições  a produtos químicos ambientais e ocupacionais também podem afetar o sistema auditivo e interagir com o ruído.

## Sinais e sintomas
Sintomas de ototoxicidade incluem perda de audição, vertigem e zumbido.
A cóclea é uma estrutura situada na orelha interna que contém várias terminações nervosas que transmitem a informação sonora ao cérebro .  A orelha interna pode ser afetada por substância ototóxica como consequência de danos à cóclea, vestíbulo, canais semicirculares ou nervo auditivo/vestibulococlear. A ototoxicidade  pode causar perda de audição de sons de alta frequência ou a surdez completa.  Os sintomas audiométricos são, em geral,  limiares bilateralmente simétricos. O progresso dos sintomas varia muito e sintomas de perda de audição podem ser temporária ou permanente.
O vestíbulo e canal semi-circular estão no ouvido interno e fazem parte dos componentes do sistema vestibular. Juntos, eles detectam todas as direções do movimento da cabeça. Dois tipos de órgãos otolíticos estão alojados no vestíbulo: o sáculo, que aponta verticalmente e detecta vertical de aceleração, e o utrículo, que aponta horizontalmente e detecta a aceleração horizontal. Os órgãos otolítos detectam a posição da cabeça com relação à gravidade, quando o corpo esta estático. O sáculo e o utrículo detectam os diferentes movimentos, enviam a informação ao cérebro que os recebe e integra para determinar a direção do movimento.
Os canais semicirculares são três estruturas preenchidas com fluido. O sistema vestibular tem as células ciliadas como receptoras do labirinto vestibular, estas apresentam dois tipos de formato e são envoltas em terminações nervosas. O sistema detecta a posição em qualquer plano, sendo dividido em três eixos: O canal posterior detecta o movimento de rolamento ou movimento sobre o eixo X, o canal anterior detecta o movimento sobre o eixo Y; o canal horizontal detecta o movimento de guinada, ou de movimento sobre o eixo Z. E movimento da cabeça no espaço, e as células sensórias transformam a energia mecânica em sinal biológico. No caso dos medicamentos que causam a ototoxicidade ocorre a perda do equilíbrio e movimento, pois a comunicação com o cérebro fica lesada.
Quando o vestíbulo e/ou canais semi-circulares são afetados por ototoxicidade, o olho também pode ser afetado. Nistagmo e oscilopsia são duas condições que dependem dos sistemas vestibular e ocular. Estes sintomas levam o paciente a ter dificuldades com a visão e processamento de imagens. O corpo inconscientemente, tenta compensar o desequilíbrio dos sinais enviados ao cérebro e busca obter pistas visuais para apoiar a informação que está recebendo. Isto resulta em pacientes descrevendo como "tontura", podendo ser a oscilopsia e vertigem.
O oitavo nervo craniano é a estrutura menos afetada em processos de ototoxicidade, entretanto, quando afetado seu dano é frequentemente permanente.  Os sintomas resultantes de dano vestibular e coclear, incluem o zumbido,  dificuldade em andar, a surdez, e vertigem.

## Agentes ototóxicos

### Antibióticos
Os antibióticos aminoglicosídeos, como a gentamicina e a trobomicina podem produzir a ototoxidade, mas ainda não se sabe exatamente como. Acredita-se que podem ser resultados das ligações entre os receptores NMDA na cóclea que danificam os neurônios pela excitotoxicidade. A sua atividade antibacteriana se dá por conta da inibição da função do ribossomo que inibe a síntese de proteínas por mitocôndrias e ribossomos. Desta forma ocorre a desregulação celular. Estes medicamentos podem induzir a produção de radicais livres ou espécies reativas de oxigênio (podem lesar as céulas da cóclea). Caso ocorra o uso de uma dose única juntamente com N-acetilcisteína podem ser utilizados como proteção contra a ototoxicidade induzida pelo tipo de antibiótico acima descrito. Pessoas com doença de Ménière são frequentes usuários de gentamicina, causando lesões na orelha interna que podem causar perda permanente.
Antibióticos Macrolídeos,  incluindo a eritromicina, estão associados com  efeitos ototóxicos reversíveis. O mecanismo da ototoxicidade pode ser imparidade de transporte de íons na estria vascular. Fatores de predisposição incluem insuficiência renal, insuficiência hepática, recentes e de transplante de órgãos.

### Os diuréticos da ansa ou de alça
Certos tipos de diuréticos estão associados com diferentes níveis de risco de ototoxicidade. Os diuréticos da ansa ou de alça como o diurético furosemida estão associados a ototoxicidade, particularmente quando excedem as doses de 240 mg por hora. A substância ácido ethacrynic tem uma associação com a ototoxicidade, portanto é recomendado apenas para pacientes com alergia a sulfa. Os diuréticos parecem  alterar o gradiente iónico dentro da estria vascular. A Bumetanida contribui para uma diminuição do risco de ototoxicidade comparada à furosemida.

### Agentes quimioterápicos
A quimioterapia (utilizada para tratamento de diversos tipos de câncer), utiliza diversas drogas injetadas na corrente sanguínea. Os derivados de platina são os mais devastadores e podem causar náuseas, vômitos, mielossupressão, ototoxicidade quando usado em doses cumulativas. Breglio, em 2017 mostrou que 40-80% dos adultos e 50% das crianças que fazem o tratamento à base da cisplatina apresentam perda de audição, sendo que 75-80% dos pacientes apresentam alguma perda e 13-18% com grau de perda severa e profunda. Já em zumbido 40% das pessoas apresentam a queixa. Os derivados mais comuns são cisplatina, carboplatina e oxaliplatina. Estas drogas podem danificar estruturas da orelha interna e causar perda auditiva sensorioneural bilateral, progressiva e irreversível, além de comprometer as frequências da fala, impactando principalmente no desenvolvimento da linguagem infantil.  A exposição ao ruído combinado com o medicamento quimioterápico cisplatina coloca os indivíduos em maior risco de perda de audição ototóxica. A co-administração de amifostine tem sido utilizada na tentativa de impedir a ototoxicidade induzida pela cisplatina-, mas a Sociedade Americana de Oncologia Clínica recomenda contra seu uso rotineiro.
A vinca alcalóides, incluindo vincristina, também são associados com uma ototoxicidade reversível.

### Anti-sépticos e desinfetantes
Preparações tópica para a pele, tais como a clorexidina e o álcool etílico tem o potencial de ser ototóxicas, caso sejam  introduzidos no ouvido interno através da janela redonda. Este potencial foi observado pela primeira vez depois que uma pequena porcentagem de pacientes submetidos a cirurgia de myringoplastia inicial sofreram de perda auditiva neurossensorial severa. Verificou-se que em todas as operações que envolvem esta complicação operatória a esterilização havia sido feito com clorexidina. A ototoxicidade da clorexidina foi confirmada por estudos com modelos animais.
Várias outras preparações para a pele se mostram capacidade de ser potencialmente ototóxicos em modelo animal. Estas preparações incluem ácido acético, propileno glicol, compostos de amônio quaternário, e qualquer base de álcool preparações. No entanto,e, humanos ainda não se sabe os resultados em humanos, já que a janela redonda é mais espessa.

### Outros medicamentos medicamentos ototóxicos
Em doses elevadas, a quinina, a aspirina e outros salicilatos podem também causar zumbido e perda auditiva em ambos os ouvidos, geralmente reversíveis após a descontinuação da droga. Medicamentos para disfunção erétil podem ter o potencial para causar perda de audição. No entanto, a ligação entre a disfunção erétil e perda auditiva permanece incerta.
Um histórico de  exposição ao ruído não parece potenciar a perda de audição ototóxica. A Academia Americana de Audiologia afirma que a exposição ao ruído, ao mesmo tempo, como os aminoglicosídeos podem agravar a sua ototoxicidade. Recomendam também que as pessoas que estão sendo tratadas com medicamentos de quimioterapia ototóxicos evitem exposições a níveis de ruído elevado durante o tratamento e durante vários meses após a interrupção do tratamento. Os opióides em combinação com níveis de ruído excessivo também pode ter um efeito aditivo efeito sobre a perda de audição ototóxica.

### Ototoxicantes no ambiente e no local de trabalho
Efeitos ototóxicos também são relatados como associados ao quinino, pesticidas, solventes, asfixiantes, e metais pesados , como mercúrio e chumbo. Quando há a combinação de vários ototoxicantes, o risco de perda de audição se torna maior. Como estas exposições são comuns, esta deficiência auditiva pode afetar muitas profissões e indústrias.
Com o potencial de maior risco de perda auditiva, a exposição e contato com produtos tais como diluentes, desengraxantes, branco espíritos, de exaustão, devem ser reduzidas ao mínimo possível. A exposição ao ruído deve ser mantida abaixo de 85 decibéis, e a exposição a produtos químicos deve ser abaixo dos limites de exposição recomendados dada pelas agências reguladoras.
Produtos químicos ototóxicos no ambiente (de ar contaminado ou água, por exemplo) ou no local de trabalho, podem contribuir ao estresse  mecânico sobre as células ciliadas da cóclea de maneiras diferentes. Para solventes orgânicos, tais como o tolueno, estireno ou xileno, a exposição combinada com o ruído aumenta o risco do profissional de perda de audição de forma sinérgica. O risco é maior quando a co-exposição está com ruído de impulso. O monóxido de Carbono pode aumentar a severidade da perda auditiva de ruído.
A perda auditiva causada por produtos químicos pode ser muito semelhante a uma perda auditiva causada por ruído excessivo. Um 2018 informativo pela Occupational Safety and Health Administration (OSHA) e o Instituto Nacional para Segurança e Saúde Ocupacional (NIOSH) descreve o problema, fornece exemplos de produtos químicos ototóxicos, listas de indústrias e profissões em risco e fornece informações sobre a prevenção.

## Tratamento
Não há tratamento específico, mas a interrupção da administração da droga ototóxica pode ser justificados quando as consequências de fazê-lo são menos graves do que os da ototoxicidade. A co-administração de anti-oxidantes podem limitar os efeitos ototóxicos.
O monitoramento durante a administração de ototóxicos é recomendado pela Academia Americana de Audiologia para permitir a detecção adequada e possível prevenção ou reabilitação da perda auditiva por meio de um implante coclear ou de aparelho auditivo.  O monitoramento pode ser realizado através de realização de testes de  emissões otoacústicas testes ou de audiometria de alta frequência. O sucesso de monitoramento inclui um teste de linha de base antes, ou logo após a exposição ao ototoxicante. Testes de acompanhamento podem ser realizados em incrementos após a primeira exposição, e durante toda a interrupção do tratamento. Mudanças no status de audição são monitorados e transmitidas para o médico para tomar decisões de tratamento.
É difícil distinguir entre danos nos nervos e danos estruturais devido à semelhança dos sintomas. O diagnóstico de ototoxicidade, normalmente, resulta da exclusão de todas as outras possíveis fontes de perda auditiva e é, muitas vezes, da explicação dos sintomas. As opções de tratamento variam, dependendo do paciente e o diagnóstico. Alguns pacientes apresentam apenas sintomas temporários que não necessitam de tratamento drástico, enquanto outros podem ser tratados com medicação. A Fonoterapia pode ser útil para recuperar o equilíbrio e andando habilidades. O implante coclear, por vezes, são uma opção para restaurar a audição. Esses tratamentos são normalmente tomadas para o conforto do paciente, não para curar a doença ou dano causado por ototoxicidade. Não há cura ou restauração capacidade de se o dano torna-se permanente, embora coclear do nervo terminal de regeneração tem sido observado em galinhas, o que sugere que pode haver uma maneira de realizar isso em seres humanos.

## Prevenção
Antes de iniciar o tratamento com medicamentos ototóxicos, é importante considerar alguns aspectos. Deve-se obter um histórico sobre  qualquer episódio prévio de ototoxicidade, verificar a presença de disfunção renal ou hepática e investigar se há casos de perda auditiva relacionada ao uso de aminoglicosídeos na família. Também é recomendado realizar testes aditivos de referência e de equilíbrio sempre que possível.
No futuro, o mapeamento genético pode desempenhar um papel significativo na identificação de mutações específicas responsáveis pela perda auditiva causada por medicamentos, especialmente em casos com histórico familiar.
Durante o tratamento, é fundamental monitorar regularmente os níveis séricos do medicamento utilizado, assim como da função renal e hepática e da função auditiva e vestibular. O objetivo do monitoramento auditivo é detectar precocemente qualquer perda auditiva adquirida durante o tratamento, antes que se torne clinicamente significativa. Recomenda-se realizar um teste de referência antes de iniciar o tratamento, que devem incluir a audiometria tonal pura, logoaudiometria e audiometria em altas frequências.